# نیهون ریویکی

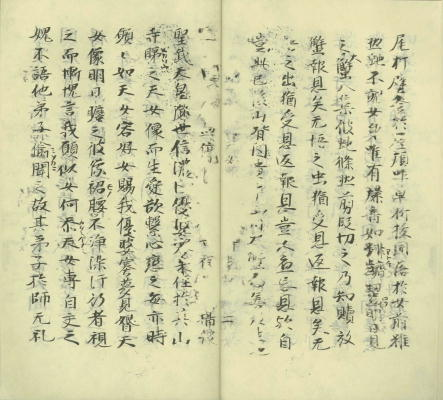
تصویری از رسم الخط خاص بودایی ژاپنی در جلد آثار نیهون ریویکی است.

نیهون ریویکی (日本霊異記) مجموعه ستسوا از دوره اول هیان به حساب می‌آید. نویسنده این مجموعه کیوکای نام دارد که در بین سال‌های ۷۸۷ و ۸۲۴ در سه جلد تهیه شده‌است، و قدیمی‌ترین مجموعه ستسوای بودایی ژاپنی است.

## عنوان
این کتاب به زبان انگلیسی تحت عنوان داستان معجزه آسا از سنت بودایی ژاپنی ترجمه شده‌است، اما این ترجمه تحت‌اللفظی عناوین ژاپنی را پوشش نمی‌دهد.